# Mariusz Wiatr
Mariusz Ryszard Wiatr (ur. 13 grudnia 1955 w Pobiednej) – generał brygady Wojska Polskiego; profesor doktor habilitowany nauk wojskowych (2007), komendant-rektor Wyższej Szkoły Oficerskiej Wojsk Lądowych (2011–2015).

## Życiorys
Mariusz Wiatr urodził się 13 grudnia 1955 w Pobiednej w gminie Leśna na Dolnym Śląsku. W 1974 podjął studia jako podchorąży w Wyższej Szkole Oficerskiej Wojsk Zmechanizowanych we Wrocławiu, które ukończył w 1978 uzyskując dyplom inżyniera – dowódcy. W sierpniu tego roku był promowany na pierwszy stopień oficerski – podporucznika. We wrześniu 1978 został skierowany na stanowisko dowódcy plutonu, następnie był dowódcą kompanii, szefem sztabu i dowódcą batalionu zmechanizowanego w 42 pułku zmechanizowanym z 11 Dywizji Kawalerii Pancernej. W latach 1986–1990 był słuchaczem Akademii Wojskowej w Dreźnie. 28 kwietnia obronił pracę doktorską na temat: „Trwałość obrony manewrowej” (została wyróżniona nagrodą Rektora Akademii Obrony Narodowej) na Wydziale Wojsk Lądowych Akademii Obrony Narodowej w Warszawie i uzyskał stopień naukowy doktora. W 1995 ukończył studia podyplomowe w Akademii Dowodzenia Bundeswehry w Hamburgu. 16 czerwca 1999 obronił pracę doktorską na temat: „Dowodzenie operacyjne w sztuce wojennej” na Akademii Obrony Narodowej w Warszawie i uzyskał stopień naukowy doktora habilitowanego nauk wojskowych. 21 grudnia 2007 otrzymał tytuł naukowy profesora nauk wojskowych, który odebrał z rąk prezydenta RP Lecha Kaczyńskiego w dniu 9 czerwca 2008.
Do roku 2008, przez dwanaście lat był związany z AON zajmując stanowiska m.in. kierownika grupy szkoleniowej, kierownika Zakładu Działań Połączonych oraz komendanta Wydziału Wojsk Lądowych. W tym czasie opublikował wiele opracowań będące podstawą do wypracowania założeń użycia polskich sił zbrojnych w działaniach połączonych. W 2008 został służbowo skierowany do Wrocławia, gdzie objął funkcję zastępcy komendanta Wyższej Szkoły Oficerskiej Wojsk Lądowych ds. dydaktyczno-naukowych, a od 15 grudnia 2010 czasowo pełnił obowiązki rektora-komendanta WSOWL. 28 marca 2011 jako dotychczasowy prorektor WSOWL został nominowany przez ministra obrony narodowej Bogdana Klicha na stanowisko rektora-komendanta tej uczelni. 1 sierpnia 2015 na wniosek ministra obrony narodowej Tomasza Siemoniaka został mianowany na stopień generała brygady. Akt mianowania odebrał z rąk prezydenta RP Bronisława Komorowskiego. 13 grudnia 2015 po ponad 41 latach służby w wieku 60 lat został zwolniony z zawodowej służby wojskowej. 15 sierpnia 2016 z okazji Święta Wojska Polskiego został uhonorowany pamiątkowym ryngrafem przez prezydenta RP Andrzeja Dudę w związku z zakończeniem służby wojskowej.

## Awanse
- podporucznik – 1978[2]

(...)
- generał brygady – 1 sierpnia 2015[12]

## Ordery i odznaczenia[4]
- Złoty Krzyż Zasługi
- Złoty Medal „Siły Zbrojne w Służbie Ojczyzny”
- Złoty Medal „Za zasługi dla obronności kraju”
- Medal Komisji Edukacji Narodowej
- Odznaka pamiątkowa Wyższej Szkoły Oficerskiej Wojsk Lądowych – 2011 (ex officio)
- Odznaka pamiątkowa Akademii Obrony Narodowej
- nagroda Ministra Obrony Narodowej II stopnia
- wyróżnienia Rektora Akademii Obrony Narodowej

i inne